# MAPATS反坦克導彈
MAPATS（英語：的縮寫，意為：便攜式反坦克系統；亦是希伯来语中的「爆炸」一詞）是一款由以色列軍事工業公司擬用作以取代在以色列國防軍中的美製線導式BGM-71拖式飛彈的潛在替換型號而研製的激光導引光束乘波式反坦克导弹系統。

## 概述
MAPATS是一款半自動武器系統，生產商定位它可被用以擊破各種類型的目標（装甲车、工程和防禦結構）。能夠進行全天候操作，而直到導彈撞擊目標以前，射手必須將其激光指示器持續指向目標。1984年，MAPATS首度亮相，而它並無拖尾導線，導彈與系統以無線化的系統相互作用；因此，它與線導式反坦克导弹不同之處，在於可從水面以上對海上目標或從海上對陸地目標進行射擊。其發射器的仰角可達＋30°，必要時也可利用時以打擊空中目標。從外部看，MAPATS的外觀與拖式二型（TOW-2）反坦克導彈非常相似。

## 版本
在1990年代早期所研發的新型MAPATS具有新型发动机和更優秀的激光導引系統。同時裝上了由拉斐爾先進防禦系統公司所研發的一些新型彈頭，包括串聯裝藥式高爆反坦克彈頭和高爆碉堡剋星彈頭。

## 使用國

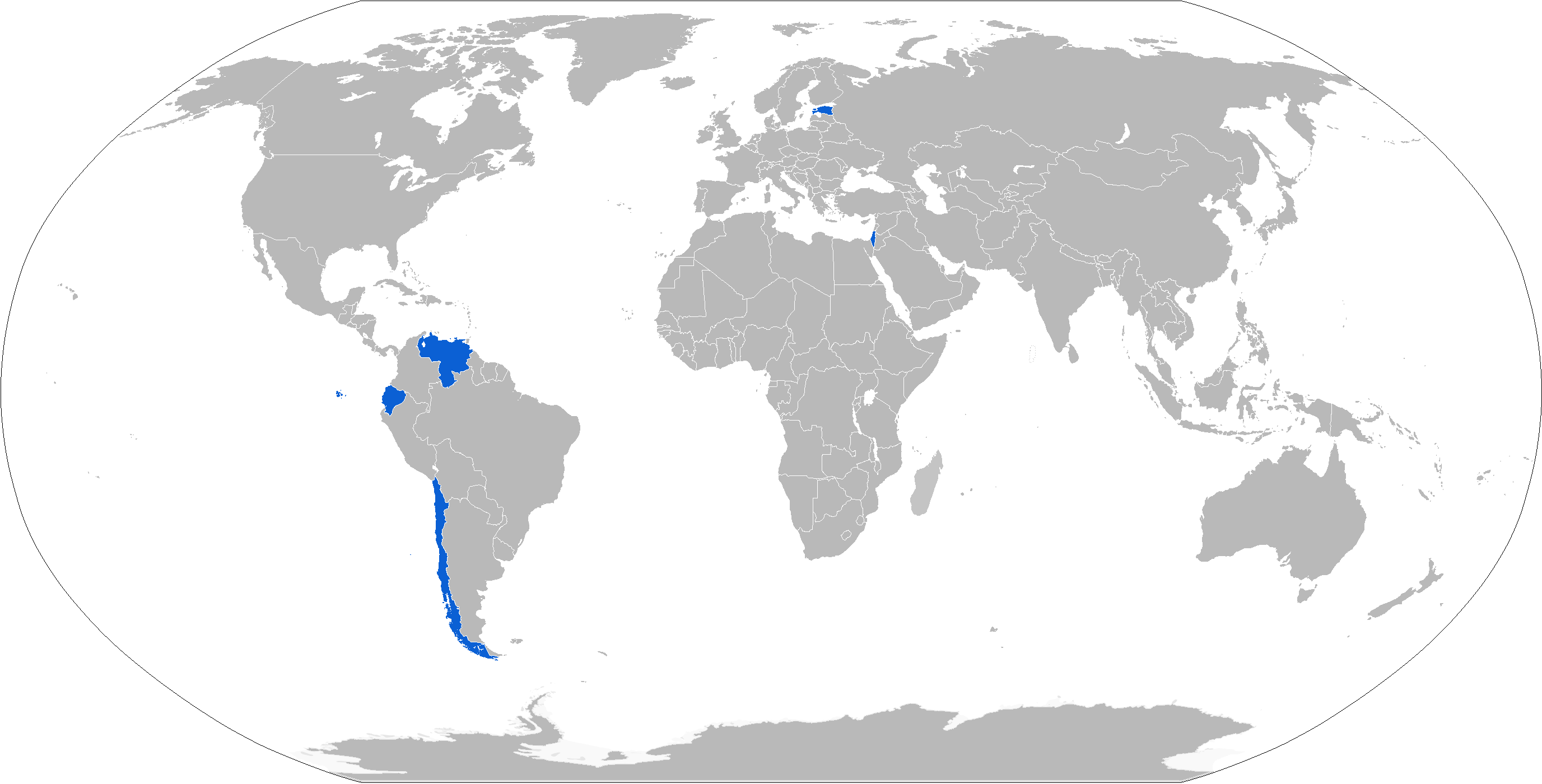
藍色為MAPATS反坦克導彈的使用國

智利
 ：
不少於10具發射器。
 爱沙尼亚
 以色列
 委內瑞拉

## 筆錄
MAPATS有時會被暱稱為「Hurt」（希伯來語：חוטרא）——在亞拉姆語當中意為“棍棒”。

### 前代反坦克導彈系統
- BGM-71拖式飛彈
- 红箭-8反坦克导弹

### 可比較的反坦克導彈系統
- 红箭-9反坦克导弹
- ZT3獵豹反坦克導彈（英语：ZT3 Ingwe）
- 9K116指節套環反坦克導彈
- 9M119「斯維里」／9M119M「反射」反坦克導彈

### 其他
- 基托洛夫制導炮彈（俄语：Китолов (управляемый снаряд)）
- 2K25克拉斯諾波爾制導炮彈

## 資料來源
1. 1 2 3 4 5 6 7 8 9 10  .   [2018-08-19]. （原始内容存档于2016-03-03）.
2. 1 2 3 4 5 6  .   [2018-08-19]. （原始内容存档于2020-09-28）.
3. ↑  MAPATS （页面存档备份，存于）. Military-Today.
4. ↑  . Army Guide.   [2015-04-21]. （原始内容存档于2020-09-27）.
5. ↑  Writer, Staff. . Military Factory.   [2015-04-21]. （原始内容存档于2020-09-28）.
6. ↑  Эстония вооружается （页面存档备份，存于） // информагентство «REGNUM» от 4 февраля 2004
7. ↑  .   [2018-08-19]. （原始内容存档于2012-08-14）.
8. ↑  The Military Balance 2016,p.334
9. ↑  The Military Balance 2016,p.416

## 外部連結
- （英文）—MAPATS on Deagel （页面存档备份，存于）